# Jordan Donica
Jordan Matthew Donica (Indianapolis, 18 aprile 1994) è un attore e cantante statunitense, noto soprattutto come interprete di musical a Broadway.

## Biografia
Nato e cresciuto nel Mid-West, ha studiato recitazione all'Università Otterbein, laureandosi magna cum laude.  
Subito dopo la laurea ha fatto il suo debutto a Broadway nel 2016 nel musical The Phantom of the Opera, interpretando il ruolo di Raoul de Chagny. Nel 2017 ha interpretato Thomas Jefferson nella prima tournée statunitense del musical Premio Pulitzer Hamilton, mentre nel 2018 è tornato a Broadway nel revival di My Fair Lady, interpretando il ruolo di Freddy Eynsford-Hill. 
Nel 2022 ha recitato in Into the Woods con Neil Patrick Harris e Sara Bareilles ed è tornato ad interpretare Raoul in The Phantom of the Opera.
Nel 2023 interpreta Lancillotto nel musical Camelot, ottenendo una candidatura al Tony Award al miglior attore non protagonista in un musical.
Attivo anche in campo televisivo, è noto soprattutto per il ruolo di Jordan Chase nel reboot di Streghe.

## Filmografia
- Curb Your Enthusiasm – serie TV, episodio 9x09 (2017)
- Blue Bloods – serie TV, episodio 9x12 (2019)
- Streghe (Charmed) – serie TV, 43 episodi (2019-2022)
- The Gilded Age – serie TV (2025)

## Teatro
- Romeo and Juliet di William Shakespeare. Noblesville Shakespeare in the Park (2013)
- Les Misérables di Claude-Michel Schönberg, Alain Boublil e Jean-Marc Natel. Otterbein University (2013)
- Dames at Sea di George Haimsohn, Robin Miller e Jim Wise. Otterbein University (2014)
- Jesus Christ Superstar di Andrew Lloyd Webber e Tim Rice. Weathervane Playhouse (2014)
- Into the Woods di Stephen Sondheim e James Lapine. Otterbein University (2015)
- South Pacific di Richard Rodgers, Oscar Hammerstein II e Joshua Logan. Utah Shakespeare Festival (2015)
- The Phantom of the Opera di Andrew Lloyd Webber, Charles Hart e Richard Stilgoe. Majestic Theatre di Broadway (2016-2017)
- Hamilton di Lin-Manuel Miranda. Tournée statunitense (2017)
- My Fair Lady di Alan Jay Lerner e Frederick Loewe. Vivian Beaumont Theater di Broadway (2018)
- Camelot (concerto) di Alan Jay Lerner e Frederick Loewe. Lincoln Center di New York (2019)
- Into the Woods di Stephen Sondheim e James Lapine. New York City Center di New York (2022)
- The Phantom of the Opera di Andrew Lloyd Webber, Charles Hart e Richard Stilgoe. Majestic Theatre di Broadway (2022)
- Camelot di Alan Jay Lerner e Frederick Loewe. Vivian Beaumont Theater di Broadway (2023)
- Exorcistic (guest performer) di Michael Shaw Fisher. The Box di New York (2023)
- The Frogs (concerto) di Stephen Sondheim e Burt Shevelove. Lincoln Center di New York (2023)
- Les Misérables di Claude-Michel Schönberg, Alain Boublil e Jean-Marc Natel. The Muny di St. Louis, Missouri (2024)
- Sunset Boulevard di Andrew Lloyd Webber, Christopher Hampton e Don Black. Saint James Theatre di Broadway (2025)

## Riconoscimenti
- Tony Award
  - 2023 - Candidatura per il Migliore attore non protagonista in un musical per Camelot

## Doppiatori italiani
Nelle versioni in italiano delle opere in cui ha recitato, Jordan Donica è stato doppiato da:
- Stefano Sperduti in Streghe
- Dimitri Winter in The Gilded Age